# Gråhuvad skogssångare
Gråhuvad skogssångare (Geothlypis tolmiei) är en fågel i familjen skogssångare som förekommer i västra Nordamerika.

## Utseende och läten
Gråhuvad skogssångare är en 13 cm fågel som är mycket lik sin östligare nära släkting sorgskogssångaren. Likt denna har den olivgrön ovansida, gul undersida och grå eller gråsvart huva. Gråhuvad skogssångare är dock något mindre och mer långstjärtad och har framför allt en tydlig, bruten vit ögonring. De blekaste individerna har till skillnad från sorgskogssångaren helt grå huva och vitaktig strupe, ej brutet bröstband och gul strupe. Sången liknar sorgskogssångaren, men är i genomsnitt ljusare och mer elektrisk. Lätet är ett torrt och hårt "chik" påminnande om gulhake.

## Utbredning och systematik
Fågeln häckar i västra Nordamerika och övervintrar i höglänta områden från Mexiko till Panama. Vissa behandlar den som monotypisk medan andra delar in den i två underarter med följande utbredning:
- Geothlypis tolmiei tolmiei – häckar i sydöstra Alaska, västra Kanada och nordvästra USA; övervintrar så långt söderut som till Panama
- Geothlypis tolmiei monticola – häckar i sydcentrala Kanada och västcentrala USA; övervintrar så långt söderut som till Guatemala

### Släktestillhörighet
Tidigare placerades arten i släktet Oporornis, men DNA-studier visar att arterna i släktet inte är varandras närmaste släktingar. Gråhuvad skogssångare står närmare gulhakarna i Geothlypis än typarten för Opororonis, connecticutskogssångare och förs numera allmänt dit.

## Levnadssätt
Gråhuvad skogssångare häckar i gläntor och skogsbryn med tät undervegetation, ofta nära vatten. Födan består nästan uteslutande av insekter och andra leddjur. Den häckar mellan maj och augusti, med äggläggning maj–juli.

## Status och hot
Arten har ett stort utbredningsområde och en stor population, men tros minska i antal, dock inte tillräckligt kraftigt för att den ska betraktas som hotad. Internationella naturvårdsunionen IUCN kategoriserar därför arten som livskraftig (LC). Beståndet uppskattas till elva miljoner vuxna individer.

## Namn
Fågelns vetenskapliga artnamn hedrar Dr William Fraser Tolmie (1812–1886), skotsk läkare, upptäcktsresande, samlare av specimen och representant för Hudson Bay Company i västra Nordamerika 1833–1860.